# Усаково
Усаково (баш. Уҫак) — деревня в Бирском районе Республики Башкортостан Российской Федерации. Входит в состав Старобазановского сельсовета.

## Топоним
В Списках населенных мест Уфимской губернии по сведениям 1870 года упоминается как деревня Усакова /Осыкова, по сведениям 1896 года деревня Усакова /Олек-Шонкер, в 1920 году зафиксирована как Усакова, Олек-Шопкер.

## География
По описанию на конец XIX века, деревня «расположена на равнине, в 25 верстах от г. Бирска — главного места сбыта продуктов. При селении течет река Толбаза». Деревня при речке Толбазе (СНМ 1870), при речке Толбазы (СНМ 1896).

### Географическое положение
Расстояние до:
- районного центра (Бирск): 27 км,
- центра сельсовета (Старобазаново): 3 км.
- ближайшей ж/д станции (Уфа): 87 км.

## История
В источниках на 1896 и 1899 год деревня Усакова Базановской волости.
По СНМ 1906 года входила в Айбашевскую волость
деревня Усакова при речке Толбазе.
На 1920 год деревня Усакова, Олек-Шопкер входила в Пономаревскую волость.

## Население
| 2002 | 2009 | 2010 |
| ---- | ---- | ---- |
| 212  | ↗248 | ↘223 |

### Национальный состав
Согласно переписи 2002 года, преобладающая национальность — марийцы (77 %). По переписи 1920 года преобладающая национальность — марийцы.
«Сборник статистических сведений по Бирскому уезду» 1899 года писал: «население — черемисы-припущенники (бывшего военного звания), в числе 40 дворовых и 71 ревизионных души».
В Списках населенных мест на 1870 год на 29 дворов указано жителей: 78/78 — черемисы.

## Инфраструктура
Личное подсобное хозяйство с зоной сельскохозяйственного использования, индивидуальная застройка усадебного типа.
Основа экономики — сельское хозяйство. По описанию на конец XIX века: «Надел получен от башкир по специальному плану. Земля в трех местах: поля — при селении, луга и лес в и верстах от него. Один из жителей имеет особо купленную землю. Пашня большею частью на низине; поверхность полей неровная, есть до 30 оврагов, занимающих до 10 десятин. Распахана давно и сильно выпахана. Почва — разных цветов суглинок, половина почвы — суглинистый чернозем; глубиною 8 — 12 вершков, средней плотности. Подпочва — красная глина. На полях встречаются сорные травы. Севооборот — трехполье. Сеют: рожь, овес, полбу, гречу, коноплю и пшеницу. Удобрение практикуется всеми. Пашут кунгурками. В селении 7 веялок. Огороды разводятся для себя. Скотоводство — хозяйственное. Скот местной породы пасется, кроме выгона, по пару и свободным полям. Выгон присельный, местоположение разнообразное. Лес частью на болотистой местности, частью по заливному лугу. Лесонасаждение различной полноты. Кустарник и молодняк делят по наличным душам на 126 человек. Ежегодно на свои нужды вырубают 2 десятины. Избы топят дровами. В лесу есть десятин 5-б покосов. Сенокос частью поемный, частью суходольный и болотный, по суглинистому чернозему; часть лугов заливается водою реки Белой. В селении есть ветрянка — на выгоне, принадлежащая отдельному хозяину. Аренда: 7 хозяев арендуют по-десятинно за деньги пахотные угодья, 10 хозяев сдают свою надельную землю».
На 1906 год указано: бакалейная лавка, 48 дворов, 129/133 жителей, основное занятие — земледелие.
К 1920 году 57 дворов и 138/149 жителей — марийцы; на 1926 г — 63 двора.

## Транспорт
Деревня доступна автотранспортом. Остановка общественного транспорта «Усаково».
Списки населенных мест по 1870 году деревня описывалась как стоящая по левую сторону от почтового тракта из города Бирска в город Мензелинск.
На 1906 год указана как деревня на просёлочной дороге.